# Вбивця Блазня
«Вбивця Блазня» (англ. Fool's Assassin) — роман американської письменниці  Маргарет Ліндгольм, написаний під псевдонімом Робін Гобб, перший в серії «Трилогія про Фітца і Блазня» (англ. The Fitz and the Fool Trilogy). Написаний у формі розповіді від третьої особи з точки зору кількох персонажів. Роман був опублікований 2014 року у видавництві HarperVoyager. Дія відбувається у всесвіті Елдерлінгів після подій серії «Хроніки Дощових Нетрів» (англ. The Rain Wilds Chronicles) та є прямим продовженням серій "Трилогія про Світлу людину" (англ. The Tawny Man Trilogy)  та  «Трилогія про Провісників» (англ. The Farseer Trilogy). 
Минули роки з часу перемоги Шести Герцогств у війні з піратами Червоних кораблів та битви на Аслевджалі. В країні панує мир під правлінням короля Дьютифула. Фітц Чіверлі одружився з коханою жінкою та живе щасливим життям у колишній садибі свого батька у Вербовому лісі. Єдине, що засмучує Фітца - зникнення Блазня з його життя. Після подій на Аслевджалі Фітц не отримав жодної звістки від нього. Проте Фітц знову опиняється у вирі подій. Цього разу йому доведеться стикнутися з таємницями Білих Пророків та зрозуміти, що поєднує їх з драконами та Ендерлінгами.

## Сюжет
Фітц Чіверлі (англ. Fitz — бастард, Chivalry — лицарський) оселився в Вербовому лісі разом з Моллі, її дітьми та леді Пейшенс (англ. Patience — терпіння). Він продовжує вдавати з себе Тома Баджерлока. Під час Зимового свята Фітцу повідомляють, що прийшла юна дівчина, яка хоче передати йому послання. Проте він відкладає зустріч, щоб провести вечір з дружиною. Уеб, який теж присутній на святкуванні, звертає увагу Фітца на дивних людей, які називають себе менестрелями, не заспівавши жодного разу перед гостями. Він підозрює в них "перекованих" бо не може відчути жодного з них своїм Вітом. Управитель Ревел повідомляє тривожну звістку: зникла дівчина-посланниця, а на підлозі кімнати, де вона була, лишилась кров. Пошук підозрюваних нічого не дає, дивні люди зникли, обшукавши перед цим кабінет Фітца. Він помічає кров на останньому подарункові Блазня: статуетці з каменя пам'яті. Торкнувшись його, завдяки залишеній крові, Фітц відчуває, що дівчину довго переслідували, а затим вбили. 
Нетл, яка вже кілька років є майстром Сили на службі корони, повідомляє батькові, що Чейд впав зі сходів і лежить непритомний. Жоден з Кола Скіллу його не відчуває. Вона просить його негайно прибути в замок, скориставшись для цього Монолітами. Фітц виконує прохання і рятує Чейда від загибелі. Він дізнався, що старий вбивця навмисне поставив захист від Скіллу, щоб ніхто не міг взнати його таємниць. Після повернення додому Моллі повідомляє Фітцу, що вона чекає дитину. Зважаючи на те, що Моллі вже за 50 і вона останнім часом поступово втрачала пам'ять, Фітц і Нетл вважають, що вона починає божеволіти.
Смерть короля Ейода змушує Кетрікен та її сім'ю прибути до Гірського Королівства. Фітца просять супроводжувати їх. Прибувши на місце, він пригадує свою останню подорож сюди і знаходить будинок, де колись жили вони з Блазнем. В тому будинку живе колишня подруга Блазня Джофрон разом з внуком. Фітц відчуває укол ревнощів, коли дізнається, що вона регулярно отримує листи від Блазня, останній був два роки тому, з попередження загрози її сину. 
Моллі впродовж двох років говорить про свою вагітність. Фітц впевнений у її божевіллі, проте стається диво. Моллі народжує блакитнооку дівчинку зі світлим волоссям, яка удвічі менша за новонароджену дитину. Чейд повідомляє тривожні новини: у Баккіп навідались чужинці, які шукали людей з білою шкірою. До того ж раніше неподалік знайшли мертвою дівчину з білою шкірою в жовтих чоботях. Фітц пригадує, що служник говорив про жовті чоботи та білі руки і в посланниці, вбитій в його будинку три роки тому.
Кетрікен прибуває до Вербового лісу зі своєю свитою, щоб побачити новонароджену дитину. Як і всі інші, вона не думає, що дівчинка зможе вижити, тому не змушує нікого засвідчувати її приналежність до роду Провісників. Під час вечері Фітц ловить хлопчика, який таємно проник в кімнату його доньки. Той зізнається, що він учень Чейда та Розмарі і збирався тільки лишити намисто за наказом вчителя. Через три місяці Фітц таємно проникає в замок, щоб поговорити з Чейдом про підісланого хлопчика. Чейд підтверджує його історію і додає, що хотів лише перевірити їх обох. Лант - бастард, який є старшим сином лорда Віджиланта. Молода дружина лорда та його шлюбні сини вважають Ланта загрозою, тому Чейд боїться за його життя. Він просить Фітца забрати хлопчика до себе через деякий час, щоб він був вчителем та охоронцем для Бі, донечки Фітца. 
Бі розвивається набагато повільніше ніж звичайні діти. До семи років вона не змогла навитись говорити і виконує лише дрібні доручення. До того ж вона боїться батька та Неттл. Проте в неї відкривається талант до малювання та письма, хоч її ніхто не вчив цього. Після смерті Моллі, Нетл хоче забрати Бі з собою до замку, але дівчинка неочікувано починає говорити. Вона збирається лишитися з татом. Фітц дізнається, що донька ніколи не боялась його. Їй було некомфортно поруч з ним  тому, що вона чула його думки та емоції і вони були надто сильними для неї.  Фітц розуміє, що Бі володіє Скіллом. 
Чейд і Фітц зустрічаються в пабі поблизу Вербового лісу. З Чейдом приходять один з його шпигунів та товариш Фітца Ріддл та дівчина Шун. Фітц розуміє, що Шун належить до роду Провісників. Вона розповідає Фітцу, що мати народила її в дев'ятнадцять поза шлюбом, а потім батьки видали доньку заміж, а Шун забрали до себе. Після смерті бабусі і дідуся, вона  переїхала до матері, але вітчим почав домагатися її. Мати, приревнувавши доньку до чоловіка, відправила її в Оленячий замок з листом для Кетрікен, але її перехопили по дорозі люди Чейда. Він заховав дівчину і почав вчити ремеслу вбивці. Чейд не дозволяє розповідати про місця, де він її ховав і називати справжні імена батьків та власне. Він просить Фітца забрати дівчину до себе та захистити, оскільки над нею нависла страшна небезпека. Поки Фітц був на зустрічі, Бі, попри заборону вирішила походити по таємних коридорах, які раніше показав їй батько, проте заблукала. Коли вона заснула, побачила вовка, який допоміг їй заспокоїтися і знайти шлях назад. 
Бі бачить дивні сни. Один з них, в якому вона бачила смерть блідого чоловіка з холодними руками, Бі розповідає батьку. Його стривожив цей сон і він розповідає доньці, що колись мав друга схожого на чоловіка зі сну. Бі знаходить записи батька і дізнається частину його історії, зокрема його приналежність до роду Провісників. Шун приїжджає до Фітца під виглядом його кузини, щоб нібито допомагати йому в догляді за будинком. Під час вечері Бі говорить про метелика, крило, що лежить на землі і білого чоловіка. Після цього тікає. Фітц знаходить її біля дороги і бачить крило метелика, проте підійшовши ближче розуміє, що це плащ. Піднявши його, Фітц бачить білу людину з пораненою спиною, яку спочатку приймає за Блазня. Проте принісши її додому розуміє, що це молода дівчина. Вона передає послання від Блазня: існує пророцтво про Сина. Колись люди, які послали в Шість Герцогств Блазня, думали, що це Фітц, але тепер Блазень вірить, що є ще один, втрачений. Фітц повинен знайти його і врятувати. За Сином будуть іти мисливці, які переслідують Блазня і її. Перед смертю дівчина каже, що її тіло їдять істоти схожі на черв'яків зсередини. Ця повільна смерть передбачена для зрадників. ЇЇ тіло потрібно спалити разом з постіллю. Фітц вбиває дівчину, щоб вона більше не страждала і спалює її. 
Шун налякана. Вона стверджує, що чула вночі плач Роно - хлопчика, який помер від отрути призначеної їй. Бі розуміє, що це було м'явкання кота в тунелі, якого вона впустила туди напередодні. Бі знаходить ще одні двері в тунель в кімнаті, що межує з її власною. Вона встигає сховати незвичайний плащ померлої дівчини, який здатен зливатися з оточенням і робити його власника майже невидимим та випустити кота, перш ніж її знаходить тато. Чейд присилає до помістя Фітца Віджиланта (Ланта) після нападу на нього в Бакку. Чейд вважає, що замах організувала мачуха Ланта. На першому уроці Лант ставиться до Бі неї зневажливо і вона після цього ховається в тунелях разом з котом. Бі може з ним розмовляти, проте не усвідомлює, що володіє магіє.ю Віту. Фітц дає прочуханку Ланту за зневагу до доньки і хоч його поведінка змінюється на краще, Бі розуміє, що ним керує лише страх. 
Фітц, намагаючись виконати прохання Блазня, просить Чейда пошукати відомості про можливих синів трьох жінок, які могли мати близькі стосунки з Блазнем: Джофрон, мисливиці Лорел та садівниці Гарети. Чейд передає послання для Фітца через Ріддла. За рік до смерті, Лорел народила позашлюбного сина від лорда Віджиланта, того самого Ланта, який зараз живе з Фітцем. Перед Зимовим святом Фітц і Бі їдуть на ринок. Там вони стають свідками знущань над собакою, господар якої хоче продати дорожче цуценят. Фітц б'є продавця, перерізає горло собаці, щоб позбавити її страждань і забирає щенят додому. Бі, яка стає свідком цього, попри побоювання батька, розуміє його поведінку.
Поки Фітц, Ріддл, Шун та Лант обідають в пабі на ринку, Бі виходить на вулицю і допомагає сліпому жебраку перейти вулицю. Торкнувшись його руки, вона бачить різний хід історій людей навколо, а старий розповідає їй про ймовірності можливих подій та речі, які можуть все змінити і радить їй уважніше слідкувати за своїми снами. Фітц та Ріддл, помітивши, що Бі довго відсутня, вибігають на вулицю і бачать як старий тримає Бі. Фітц, злякавшись, що доньці загрожує небезпека від незнайомця, вихоплює ніж і ранить ним жебрака. Тільки тоді він розуміє, що перед ним осліпший та страшно скалічений Блазень. Фітц за допомогою Скіллу зцілює нанесену ним рану, проте на решту йому бракує сил і він змушений пройти крізь Моноліт до Оленячого замку разом з Блазнем та Ріддлом. Прийшовши до тями, Блазень розповідає, що його роками катували, щоб вивідати інформацію про сина. Блазень не знав, що має дитину і досі не впевнений, що вона взагалі існує.
Бі лишається у Вербовому лісі під наглядом Ланса та Шун, поки Фітц знаходиться в Оленячому замку. Їй сумно, що батько покинув її так несподівано. Уві сні, вона знову бачить вовка, який заспокоює її і говорить, що він та частина її батька, яка завжди буде пам'ятати про неї. На Вербовий ліс нападають чужинці. Бі встигає заховати дітей в тунелях, після чого намагається втекти з Персівірансом, однак її наздоганяють. Нападники називають Бі втраченим сином і забирають з собою. Управитель Ревел гине під час нападу. Поранений Персівіранс лишається на дорозі захований під плащем-метеликом.

## Головні персонажі
- Фітц Чивел (Том Баджерлок) - королівський убивця
- Моллі - дружина Фітца
- Нетл - старша донька Фітца та Моллі, майстер Скіллу
- Бі - молодша донька Фітца та Моллі
- Дьютифул - король Шести Герцогств
- Кетрікен - мати Дьютифула, екс-королева Шести Герцогств
- Елліана - королева Шести Герцогств
- Чейд - королівський вбивця, наставник Фітца
- Розмарі - королівська вбивця, учениця Чейда
- Ріддл - друг Фітца, один зі шпигунів Чейда
- Шун - донька Чейда
- Лант - син Чейда та Лорел
- Персівіранс - син конюха, вчитель верхової їзди Бі
- Блазень - друг Фітца, зник за 15 років до початку подій книги